# شعبه الشرف (حبيش)

تعديل مصدري - تعديل

شعبه الشرف محلة تابعة لقرية المعرمة، التابعة لعزلة جبل خضراء بمديرية حبيش إحدى مديريات محافظة إب في الجمهورية اليمنية، بلغ تعداد سكانها 88 حسب تعداد اليمن لعام 2004.